# Верхняя Соковнинка
Верхняя Соковнинка — село в Конышёвском районе Курской области России. Входит в состав Наумовского сельсовета.

## География
Село находится на реке Чмача (левый приток Свапы), в 58 км от российско-украинской границы, в 69 км к северо-западу от Курска, в 10,5 км к северо-западу от районного центра — посёлка городского типа Конышёвка, в 4 км от центра сельсовета — села Наумовка.
Климат
Верхняя Соковнинка, как и весь район, расположена в поясе умеренно континентального климата с тёплым летом и относительно тёплой зимой (Dfb в классификации Кёппена).
| Показатель                                                                      | Янв. | Фев. | Март | Апр. | Май  | Июнь | Июль | Авг. | Сен. | Окт. | Нояб. | Дек. | Год  |
| ------------------------------------------------------------------------------- | ---- | ---- | ---- | ---- | ---- | ---- | ---- | ---- | ---- | ---- | ----- | ---- | ---- |
| Средний суточный максимум, °C                                                   | −3,9 | −3   | 2,9  | 13   | 19,2 | 22,5 | 25   | 24,3 | 18   | 10,5 | 3,4   | −1,1 | 10,9 |
| Средняя температура, °C                                                         | −6   | −5,5 | −0,7 | 8,2  | 14,6 | 18,2 | 20,8 | 19,8 | 13,9 | 7,3  | 1,3   | −3   | 7,4  |
| Средний суточный минимум, °C                                                    | −8,4 | −8,5 | −4,7 | 2,7  | 9    | 12,9 | 15,8 | 14,7 | 9,7  | 4    | −1    | −5,2 | 3,4  |
| Норма осадков, мм                                                               | 51   | 45   | 47   | 51   | 63   | 70   | 80   | 56   | 59   | 58   | 49    | 50   | 679  |
| Источник: Погода по месяцам c ru.climate-data.org(дата обращения: Октябрь 2021) |      |      |      |      |      |      |      |      |      |      |       |      |      |

Часовой пояс
Село Верхняя Соковнинка, как и вся Курская область, находится в часовой зоне МСК (московское время). Смещение применяемого времени относительно UTC составляет +3:00.

## Население
| 2002 | 2010 |
| ---- | ---- |
| 266  | ↘147 |

## Инфраструктура
Личное подсобное хозяйство. В селе 155 домов.

## Транспорт
Верхняя Соковнинка находится в 51 км от автодороги федерального значения М3 «Украина» (Москва — Калуга — Брянск — граница с Украиной), в 43 км от автодороги М2 «Крым» (Москва — Тула — Орёл — Курск — Белгород — граница с Украиной), в 28 км от автодороги А142 (Тросна — М-3 «Украина»), в 14 км от автодороги регионального значения 38К-038 (Фатеж — Дмитриев), в 6,5 км от автодороги 38К-005 (Конышёвка — Жигаево — 38К-038), в 8,5 км от автодороги межмуниципального значения 38Н-144 (Конышёвка — Макаро-Петровское с подъездами к селам Беляево и Черничено), в 3 км от автодороги 38Н-146 (38Н-144 — Олешенка с подъездом к с. Наумовка), на автодороге 38Н-147 (38Н-146 — Старая Белица — Белый Ключ — Гринёвка), в 2 км от ближайшего ж/д остановочного пункта 543 км (линия Навля — Льгов I).
В 170 км от аэропорта имени В. Г. Шухова (недалеко от Белгорода).